# Chaksibote
Chaksibote (en népalais : चाक्सीबोटे) est un comité de développement villageois du Népal situé dans le district de Taplejung. Au recensement de 2011, il comptait 908 habitants.